# The Final Requiem
The Final Requiem è il quarto album in studio del gruppo svedese Axenstar. Quest'album è uscito in Europa l'8 settembre e in Giappone il 23 ottobre. È uscito anche in Stati Uniti d'America e Messico.

## Tracce
1. The Final Requiem – 3:53
2. Condemnation – 4:03
3. The Divine – 4:19
4. Edge of the World – 5:19
5. Thirteen – 4:41
6. The Hide – 4:59
7. Underworld – 5:46
8. Spirit – 4:07
9. Pagan Ritual – 3:56
10. Seeds of Evil – 4:37
11. End of the Line – 3:59
12. Beyond the Lies – 4:48
13. The Storm (bonustrack per il Giappone) – 5:02

## Formazione
- Magnus Winterwild – voce, chitarra, tastiere
- Henke Sedell – basso
- Joakim Jonsson – chitarra
- Thomas Ohlsson – batteria